# Bjarne Aas

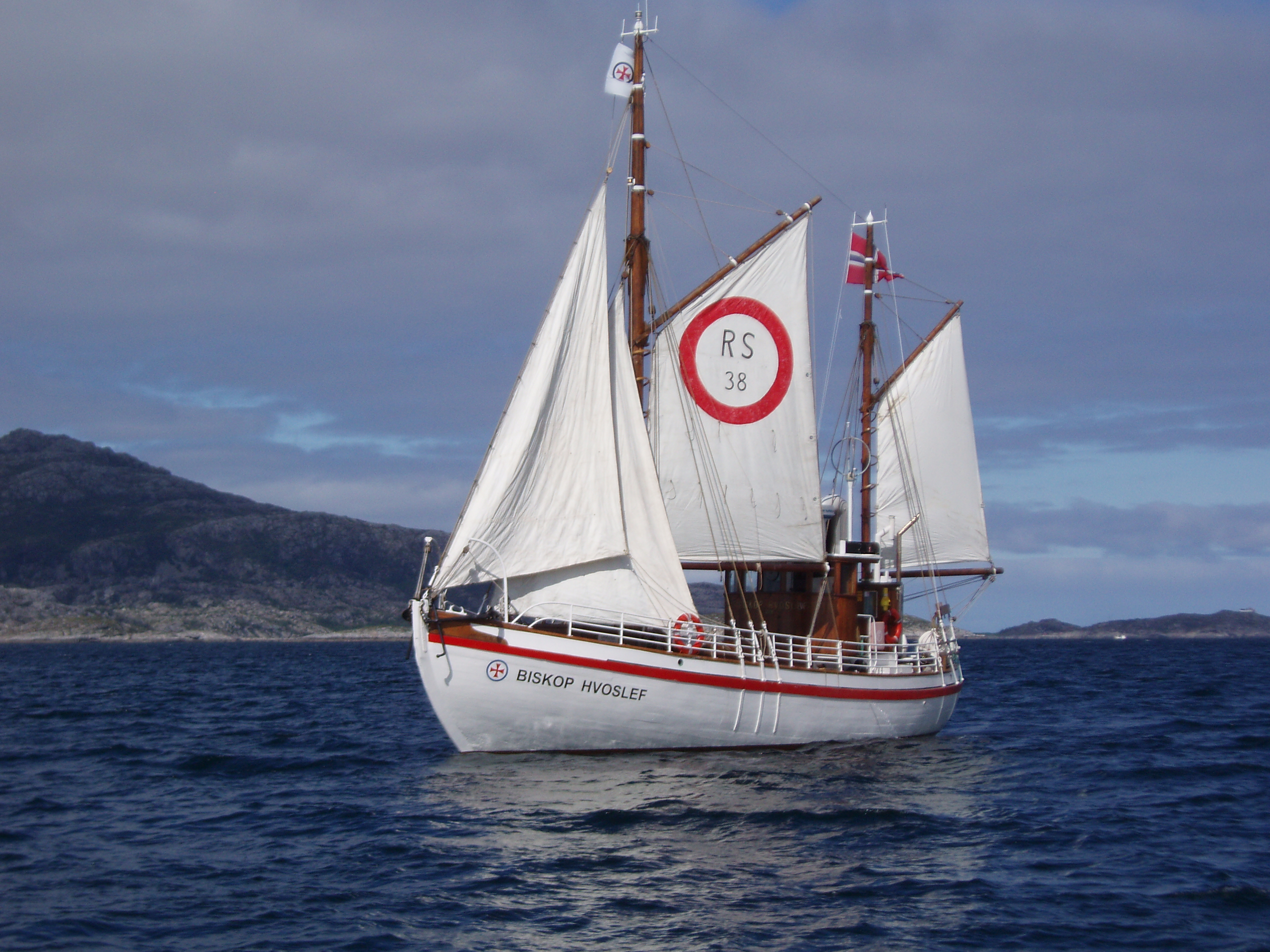
Räddningskryssaren Biskop Hvoslef

Bjarne Aas, född 18 februari 1886 i Kristiania i Norge, död 29 mars 1969 i Fredrikstad i Norge, var norsk seglare och båtkonstruktör.
Bjarne Aas utbildade sig till ingenjör i skeppsbyggeri på Horten tekniske skole i Horten och arbetade efter examen 1906 som båtkonstruktör på Fredrikstad Mekaniske Verksted, på Trondhjems Mekaniske Værksted, Bergen Mekaniske Verksted samt Jarlsø Verft i Tønsberg. År 1916 grundade han båtbyggeriet Norsk Gearfabrikk AS i Isegran i Fredrikstad. År 1922 ritade och byggde han till sig själv sexmeterssegelbåten "Askeladden".
Under 1920-talet ritade han och tävlingsseglade med segelbåtar, bland annat vid Olympiska spelen i Paris 1924.
År 1932 ritade Bjarne Aas sin första räddningskryssare, Biskop Hvoslef for Redningsselskapet. Hon var den första motoriserade räddningskryssaren i Norge. Utgångspunkten var Colin Archers tidigare räddningskryssare, vars konstruktion han förlängde i akterskeppet så att den fick en kryssarakter. Avsikten var att få bättre styregenskaper och hindra att båtarna grävde ned sig närde bogserade andra fartyg. Fram till 1940 byggdes ytterligare 14 räddningskryssare för sjöräddningssällskapet efter Bjarne Aas ritningar.